# Lakewood (Colorado)
Lakewood es una ciudad ubicada en el condado de Jefferson en el estado estadounidense de Colorado. En el Censo de 2010 tenía una población de 142.980 habitantes y una densidad poblacional de 1.252,95 personas por km².

## Geografía

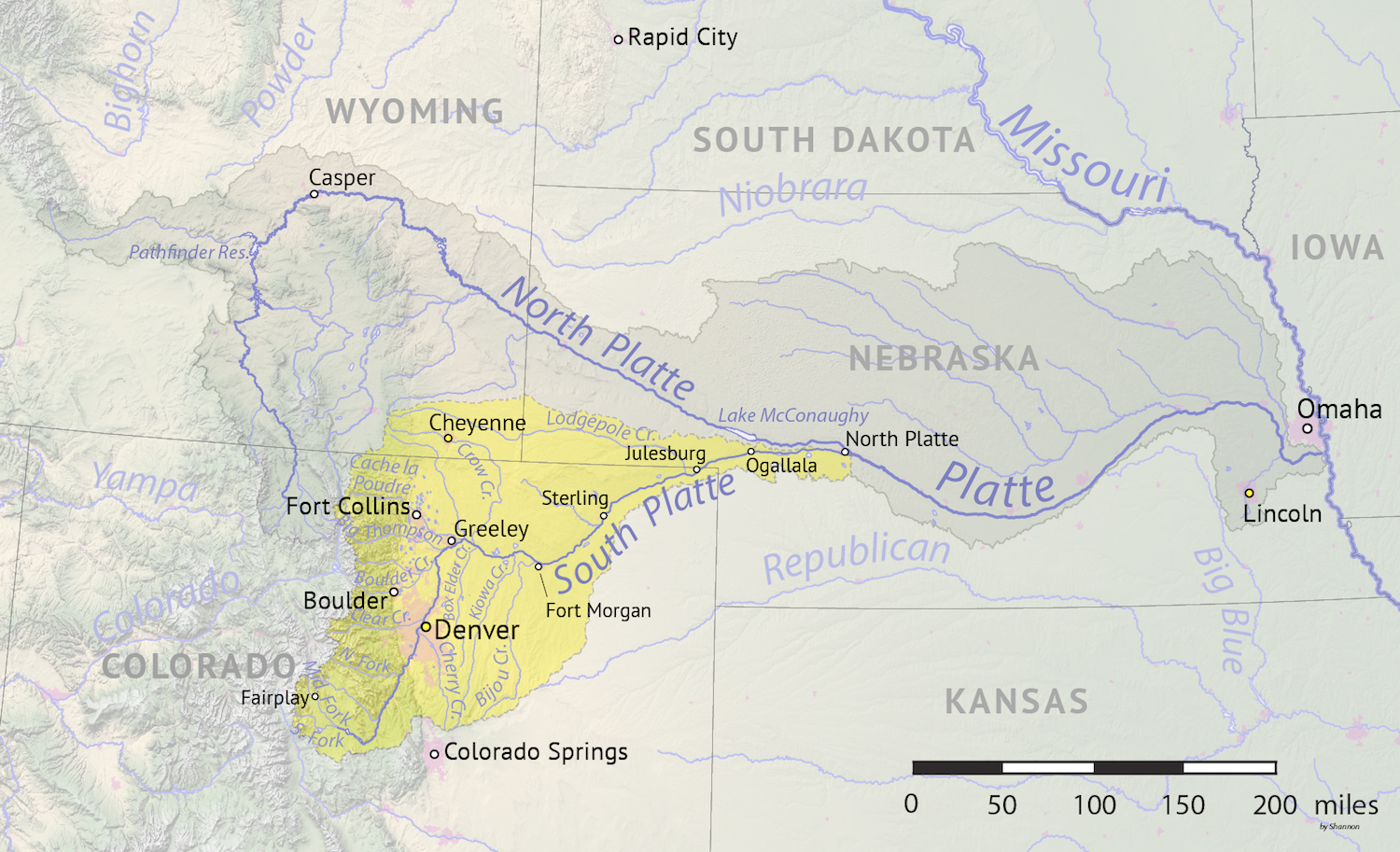
Mapa del río Platte Sur (una de las fuentes del río Platte) en el que aparece Lakewood a la izquierda, en el área metropolitana de Denver

Lakewood se encuentra ubicada en las coordenadas 39°41′56″N 105°7′3″O / 39.69889, -105.11750. Según la Oficina del Censo de los Estados Unidos, Lakewood tiene una superficie total de 114.11 km², de la cual 111.06 km² corresponden a tierra firme y (2.68%) 3.06 km² es agua.

## Demografía
Según el censo de 2010, había 142.980 personas residiendo en Lakewood. La densidad de población era de 1.252,95 hab./km². De los 142.980 habitantes, Lakewood estaba compuesto por el 82.87% blancos, el 1.56% eran afroamericanos, el 1.38% eran amerindios, el 3.14% eran asiáticos, el 0.11% eran isleños del Pacífico, el 7.66% eran de otras razas y el 3.27% pertenecían a dos o más razas. Del total de la población el 22.01% eran hispanos o latinos de cualquier raza.